# Epipedocera rollei
Epipedocera rollei är en skalbaggsart som beskrevs av Maurice Pic 1910. Epipedocera rollei ingår i släktet Epipedocera och familjen långhorningar.
Artens utbredningsområde är Taiwan. Inga underarter finns listade i Catalogue of Life.